# ريان كولفايك
ريان كولفايك (بالهولندية: Ryan Koolwijk)‏ (8 أغسطس 1985 بروتردام في هولندا - ) هو لاعب كرة قدم هولندي في مركز الوسط. لعب مع إن إي سي نيميخن ونادي إكسلسيور ونادي ترنتشين ونادي دوردريخت.

## وصلات خارجية
- ريان كولفايك على موقع قاعدة بيانات كرة القدم.إي يو (الإنجليزية)
- ريان كولفايك على موقع ناشيونال فوتبول تيمز (الإنجليزية)
- ريان كولفايك على موقع Soccerway.com (الإنجليزية)
- ريان كولفايك على موقع عالم كرة القدم.نت (الإنجليزية)